# Han Fei
Han Fei (ur. ok. 280 p.n.e., zm. 233 p.n.e.) – chiński uczony i polityk. Honorowo nazywany Han Feizi (韩非子, Mistrz Han Fei).
Pochodził z książęcego rodu w państwie Han. Był uczniem Xunzi. Piastował urząd na dworze Han, a następnie w okresie zagrożenia Han atakiem wojsk Państwa Qin, wysłany został do tego kraju jako emisariusz. Król Qin Shi Huang, przyszły Pierwszy Cesarz, za namową Li Si kazał uwięzić Han Feia pod zarzutem nielojalności i zmusił go do popełnienia samobójstwa poprzez wypicie trucizny. 
Han Fei był ostatnim i najwybitniejszym teoretykiem szkoły legistów, twórcą syntezy głównych nurtów legizmu. Zajmował się historią, etyką sprawowania władzy, rolą prawa w życiu człowieka i społeczeństwa. Jego filozofia polityczna znajdowała się pod silnym wpływem taoizmu. Udało mu się nawet zaadaptować taoistyczną zasadę niedziałania, która interpretował jako idealną postawę oświeconego władcy naśladującego sposób, w jaki natura tworzy wszystkie rzeczy bez angażowania się w cokolwiek. Swoje poglądy przedstawił w 55 esejach, jednak krytycy twierdzą, że nie wszystkie są jego autorstwa.